# Шульговский, Дмитрий Николаевич
Дмитрий Николаевич Шульговский (1841—1882) — русский врач, доктор медицины, переводчик, председатель общества Петербургских врачей.

## Биография
Родился в 1841 году в семье Николая Фёдоровича Шульговского (?—1849).
В 1860 году окончил Ларинскую гимназию. Затем получил медицинское образование в Московском университете и в 1867 году поступил на службу врачом по Министерству внутренних дел. Его младший брат Николай (1845—1899) также стал врачом, но дослужился до чина действительного статского советника.
Научная деятельность Д. Н. Шульговского началась в 1871 году переводом с немецкого сочинения Нимейера «Руководство к постукиванию и выслушиванию». В том же году он напечатал и второй свой перевод с немецкого — сочинение Неймана «Болезни кожи» (СПб., 1871). Это сочинение, быстро разошедшееся, в 1874 году было им выпущено, вместе с Черепниным, вторым изданием.
Причисленный к Санкт-Петербургской Военно-медицинский академии, Шульговский стал готовить докторскую диссертацию под заглавием «Материалы для патологической гистологии шанкров» и защитил её в 1874 году. Два года спустя, Шульговский, вместе с В. М. Тарновским, перевёл с французского и издал сочинение Лансеро «Учение о сифилисе» (СПб., 1876).
Избранный затем председателем общества практических врачей в Петербурге, Шульговский сделал в этом обществе ряд научных докладов, из которых особенное внимание вызвал в медицинском обществе «Опыт исследования крови при начальных формах сифилиса гематометром Гейма и Наше», напечатанный в «Протоколах Санкт-Петербургского общества практических врачей» (1879 г. IV) и перепечатанный затем «Военно-медицинским журналом» (1879. — Ч. 135. — Отд. II. — С. 131—172), «Медицинским вестником» (1879. — № 35) и «Медицинским обозрением» (1879. — № 12). В «Медицинском вестнике» также была напечатана работа Шульговского: «Случай серпигинозного твердого шанкра».
Умер в Санкт-Петербурге 17 февраля (1 марта) 1882 года и был похоронен на Волковском православном кладбище.